# تقديس النخلة

نخلة ، مدينة العين الامارات

صورت شجرة النخلة على عملات جنوبي شرق شبه الجزيرة العربية، وهذه الشجرة تعتبر بالنسبة لعموم سكان شبه الجزيرة العربية أكثر من كونها شجرة فاكهة، بل هي رمز الحياة والاخضرار.[وفقًا لِمَن؟] وقد كانت بصورة عامة تمثل الرمز العربي في محيط الصحراء الواسع الموحش، المخوف.[وفقًا لِمَن؟] و النخلة ليست فقط رمزا للبداوة بل للعروبة بوجه عام، وهي شعار الشرف والنبالة والقوة والنصر.[وفقًا لِمَن؟] وقد أشار شعراء الجاهلية[من؟] للنخلة ومكانتها المقدسة وأثرها في الحياة العربية بصورة عامة. وتكاد تكون النخلة الشجرة الوحيدة في شبه الجزيرة العربية التي يستفيد منها العرب من كل شيء فيها، في حقيقة شجرة العرب المباركة 

## اعتقاد العرب والحضارات القديمة
واعتقد عرب الجاهلية أن أشجار الصحراء، وبالذات النخلة أن قوى روحية تكمن فيها. وقد عبد العرب نخلة بعينها هي نخلة نجران الطويلة، التي خُصص لها عيد في كل سنة  ونُحتت النخلة على بعض الصخور وعلى كثير من النصوص المسند ، وجُعلت رمزا لـ الشمس  وكان للنخلة مكانة مقدسة في ديانة بلاد الرافدين ، واعتبرها الرافديون شجرة الحياة التي يناطح سعفها السماء وتتعمق جذورها في أغوار الأرض . وزينت صور النخلة معابد بابل ومداخل المدن . وتكرر ذكرها في قانون حمورابي . واستفاد البابليون من النخلة وسعفها وتمرها  وقد صورت النخلة وسعفها وجذعها على عدد كبير من الأختام المكتشفة في منطقة الخليج العربي تعود إلى حضارتي ديلمون و ماجان ونخلة في أيام العرب ، يتخذها المتحاربون رمزا مقدّسا، وعلامة لإيقاف القتال عند ابتداء عدد من المواسم كـ الحج أو الأسواق . فبالتالي لا يستبعدأن تصور على المسكوكات المحلية العائدة إلى الفترات المتأخرة